# Феранте II Гонзага
Вижте пояснителната страница за други личности с името Феранте Гонзага.
Феранте II Гонзага (на италиански: Ferrante II Gonzaga; * 27 юли 1563, Мантуа; † 5 август 1630, Реджоло) от кадетския клон Гонзага ди Гуастала на рода Гонзага е от 1575 г. 3-ти граф и от 1621 г. херцог на Гуастала и херцог на Амалфи. Служи също на испанските и австрийските Хабсбурги. Той е един от претендентите за Херцогство Мантуа по време на Войната за мантуанското наследство (1628 – 1631). Дългият му период на управление съответства на годините на най-голям блясък на двора на Гуастала.

## Произход
Той е син на Чезаре I Гонзага (* 1536, † 1575), граф на Гуастала, херцог на Амалфи, княз на Молфета и граф на Джовинацо, и на съпругата му Камила Боромео († 1582), сестра на свети Карло Боромео и племенница на папа Пий VI. Негови дядо и баба по бащина линия са Франческо II Гонзага, маркиз на Мантуа, и Изабела ди Капуа, а по майчина – Джилберто II Боромео, граф на Арона, и Маргарита де Медичи ди Мариняно. Има една сестра:
- Маргарита (* 1562; † 1618), херцогиня на Сабионета като съпруга на Веспасиано I Гонзага

Има и една полусестра от извънбрачна връзка на баща си.

## Биография

### Ранни години
Живее в родния си град Мантуа до 1565 г., след което се мести със семейството си в Гуастала. Едно от първите му официални задължения е да придружи баща си до Специя през август 1573 г., когато той, капитан от испанската армия, се кани да тръгне на експедицията до Тунис със свитата на дон Хуан Австрийски.
През февруари 1575 г. 12-годишният Феранте губи баща си и е поставен под попечителството на майка си.
С императорска диплома на Филип II от 3 февруари 1576 г. той получава инвеститурата на Сеньория Гуастала и потвърждението на другите му феодални привилегии, притежавани от баща му, към които са добавени, въпреки младата му възраст, позициите на генерал на въоръжените сили на Ломбардия (3 май 1575 г.) и Велик юстициар на Кралство Неапол (1 август 1576 г.). През същия този период майка му, за да се справи със сериозните финансови затруднения, наследени от съпруга си, дължащи се преди всичко на огромните разходи за неговите колекции от произведения на изкуството и за украсяването на Гуастала с нови сгради, е принудена да продаде Херцогство Ариано – избор, който съответства на режима на икономии, наложен на цялата общност на Гуастала. Междувременно, подкрепяна в това от своя брат кардинал, Камила Боромео започва проект за клерикализиране на Гуастала, започвайки изграждането от нулата на няколко църкви и други сгради в града – работа, продължена с още по-голяма жар от самия Феранте.

### Владетел на Гуастала
След като напуска попечителството на майка си през 1579 г., Феранте II демонстрира значителна зрялост с първите си административни и правителствени мерки, благодарение и на мъдрото образование, получено от ранните му години в различни дисциплини и което по-късно има възможност да прояви приживе. Дългият му период на управление, който продължава до 1630 г., съответства на годините на най-голям блясък на двора на Гуастала.

#### Културна политика
В литературната област той покровителства Академия дели Инвагити, създадена от баща му през 1580 г. в семейния дворец в Мантуа, и основава Академия дели Афидати в Гуастала. Около последната гравитират писателят и поетът Джовани Батиста Гуарини и други знаменити писатели и учени от онова време, като флорентинецът Иполито Карбони, Бернардино Балди, чийто студент по философия и математика е Феранте II, Бернардино Марлиани, който е негов секретар в продължение на много години, и аниматорът на самата академия Алдо Мануцио Млади, който му посвещава второто издание на „Аминта“ на Торкуато Тасо (Венеция 1581 г.). Феранте II поддържа чести контакти с Тасо; поетът, освен че живее известно време в Гуастала през 1586 г. и възхвалява стиховете на Феранте в четири мадригала, му посвещава около двадесет свои композиции, включително неговата „Апология“. Самият Феранте II пише непубликуваната пасторална басня „Енон“. Той също така е запален по музиката и държи талантливи певци при себе си, на които с удоволствие акомпанира на клавесин.
Собственик на богата библиотека (именно той въвежда книгопечатането в Гуастала) и надарен с широка култура, Феранте II оставя дълбок отпечатък в градското оформление на Гуастала, като го модернизира и му придава онзи аспект на град, видим и днес. Приписват му се фасадите на църквите на „Сан Франческо“ и на Театинските отци, като последният е орден, който Феранте II иска да въведе в Гуастала през 1616 г., след като приветства капуцините през 1591 г. Той също продължава укрепителната дейност на баща си, като първо я поверява на Джузепе Датаро и след това на Джамбатиста Клеричи. След това разчита на Джакомо Антонио Дела Порта от Казаласко, считан за експерт в изкуството на укреплението. С финансовата помощ на общността на Гуастала успява да изкупи обратно от херцога на Мантуа артилерията, която вече е предоставена от баща му Чезаре, като по този начин завършва с нея отбраната на града, който след това иска да снабди с построена болница върху дарена от него земя. Освен това с внимателен проект за рекултивация Феранте II връща огромни земи обратно за обработване, като ги отнеме от блатистите долини на съседната река По.
Под негово управление е завършен дворецът на Гонзага. Започната от баща му, неговата трансформация е извършена от Бернардино Кампи. Кампи изобразява в картини някои епизоди от Троянската война и зала с подвизите на Херкулес; към него се присъединяват Марко Бонино, Джан Антонио Моранди от Кремона, Орацио Ламберти от Азола, Пиетро Мартире Пезенти, известен като Сабионета. Работите вече са до голяма степен завършени по случай сватбата на Феранте II с Витория Дория, дъщеря на адмирал Джовани Андреа Дория, принц на Мелфи, през април 1587 г. в Генуа.

#### Имперски служител и херцог
Феранте II се грижи и за неаполитанските си владения, за чиито интереси желае да се грижи лично. За тази цел той отива там по различни поводи, за кратки периоди, като през септември 1584 г., или за по-дълги периоди, като например през 1587 г., когато след сватбата си той живее в Неапол със съпругата си до 1590 г. Този му престой е повтаря се през 1597 г. Въпреки това, за да изплати дълговете от построяването на Гуастала, той е принуден да продаде Княжество Молфета и Графство Джовинацо, но е разубеден от жителите на същите тези земи, които му предлага 12 000 скуди, за да се ползват от защитата му. Предложението е отхвърлено, но Феранте успява да запази тези владения по друг начин.
През 1581 г. отива в Испания, за да придружи процесията, придружаваща овдовялата императрица Мария Хабсбург-Испанска при завръщането ѝ след смъртта на съпруга си, император Максимилиан II. Той се завръща в Испания със същата задача през 1599 г., този път като официален придружител на Маргарита Хабсбург-Австрийска, обещана булка на новия крал на Испания Фелипе III, който в края на мисията дава на Феранте II като акт на голямо признание Ордена на Златното руно. По-голям знак на уважение му оказва император Фердинанд II, който през 1619 г. издига Сеньория Гуастава в графство. На 2 юли 1621 г. той издига Феранте в херцог на Гуастала с право на наследяване по примогенитура.
На 23 март 1624 г. Феранте II е назначен за имперски комисар по италианските въпроси. Поверявайки му водеща роля в политическите интереси на полуострова, императорът институционализира в национален мащаб тази му роля, която, благодарение на неговия личен авторитет, вече е приписана на Феранте в сем. Гонзага като арбитър и миротворец на различните му клонове.

### Война за мантуанското наследство и смърт
Неговият статус започва да надминава този на херцозите на Мантуа, които по това време преживяват най-сериозната династична криза в своята история. Смъртта без наследници на Винченцо II Гонзага през 1627 г. позволява стремежите на Феранте II към херцогството. Тези стремежи се материализират още повече, когато с последващото участие на Кралство Франция, подкрепящо клона Гонзага-Невер в наследството, и на Испания и Свещената Римска империя в полза на клона Гонзага ди Гуастала (техният традиционен съюзник), Феранте II се оказва неизбежно въвлечен в конфликта като фаворит за херцогската корона на Мантуа. Войната – част от европейската Тридесетгодишна война, първоначално е ограничена само до Монферат, но скоро достига и до Мантуа, когато след дълга обсада Мантуа е завладяна и разграбена от имперските войски през юли 1630 г. Чума се разпространява из града, без да пощади близката Гуастала. 67-годишният Феранте II се заразява и умира в двора си в близкия Реджоло на 5 август 1630 г., където се е укрил в напразни опити да избяга от заразата. Той е наследен от най-големият му син Чезаре II.

## Брак и потомство
∞ 1580 в Генуа за Витория Дория (* 1569, Генуа; † юли 1618), дъщеря на адмирал Джовани Андреа I Дория и племенница на Андреа Дория, от която има седем сина и шест дъщери:
- Дзенобия Гонзага (* 9 февруари 1588, Серакаприола; † 8 февруари 1618, Кастелветрано), ∞ 8 февруари 1607 (представител) в Гуастала за дон Джовани III д'Арагона Талявия (* 1585, † 1624), 3-ти херцог на Теранова, от когото няма деца;
- Чезаре II Гонзага (* 1592, Мантуа; † 26 февруари 1632, Гуастала), 2-ри херцог на Гуастала, ∞ 1612 за Изабела Орсини (1598, † 1623), дъщеря на херцог Вирджинио Орсини и на съпругата му Флавия Дамишени Перети, от която има 2 сина;
- Франческо Гонзага (* 1593, Гуастала; † 20 юли 1643, Нонантола), военен, ∞ 1632 за Франческа Орниети († 30 ноември 1641), от която има 1 син и 3 дъщери;
- Филипо Гонзага (* 23 юни 1599, † 1616), религиозно лице;
- Джанетино Гонзага (* 1601, † 16 април 1649), религиозно лице
- Карло Гонзага (* 30 април 1602, † 1670), рицар на Ордена на Христовата кръв 1633, служи на Гонзага ди Мантуа, ∞ за Мария Джиняки, от която има 1 син;
- Камила Гонзага (* 16 юни 1603, † 1609/1610)
- Изабела Гонзага (* 8 юли 1605, † 28 февруари 1631), монахиня с името „Анджела Луиджа“ в манастира „Анунциата“ в Гуастала;
- Винченцо Гонзага (* 1606, Гуастала; † 23 октомври 1694, Саламанка), вицекрал на Сицилия от 1677;
- Артемизия Гонзага (* 22 април 1608, † сл. 1628), монахиня в „Санта Мария дели Анджели“ в Болоня;
- Витория Гонзага (* 22 май 1609, † 19 юли 1689), монахиня с името „Анджела“ в манастира „Санта Мария дела Неве“ в Парма;
- Камила Гонзага (* 23 септември 1611, † ноември 1612)
- Андреа Гонзага († 1686), граф на Сан Паоло в Неаполитанското кралство, ∞ за Лаура Криспиано от маркизите на Фузара, от която има 2 сина и 4 дъщери;